# Lenzen (przystanek kolejowy)
Lenzen (pol. Łęczyn) – zlikwidowany przystanek kolejowy w Lenzen, dzielnicy gminy Mustin, w powiecie Ludwigslust-Parchim, w kraju związkowym Meklemburgia-Pomorze Przednie w Niemczech. 

## Historia
Przystanek oddano do użytku 10 maja 1897 r. wraz linią ze Stobna do huty szkła Stolzenburger Glashütte. Likwidacji przystanku dokonano 8 sierpnia 1945 r. w związku z rozebraniem linii na odcinku Dobra – Nowe Warpno w ramach reparacji wojennych dla ZSRR. 

## Infrastruktura
Na przystanku znajdował się jeden peron z jedną krawędzią. Pamiątką po infrastrukturze stacji jest dobrze widoczne starotorze i pozostałości brukowanej drogi, która łączyła przystanek z folwarkiem w Lenzen.

## Linie kolejowe
Przystanek znajdował się przy jednotorowej i niezelektryfikowanej linii Randower Kleinbahn.